# Hans von Bülow
Baron Hans Guido von Bülow (8. ledna 1830 Drážďany – 12. února 1894 Káhira) byl německý dirigent, klavírista a hudební skladatel období romantismu.

## Život

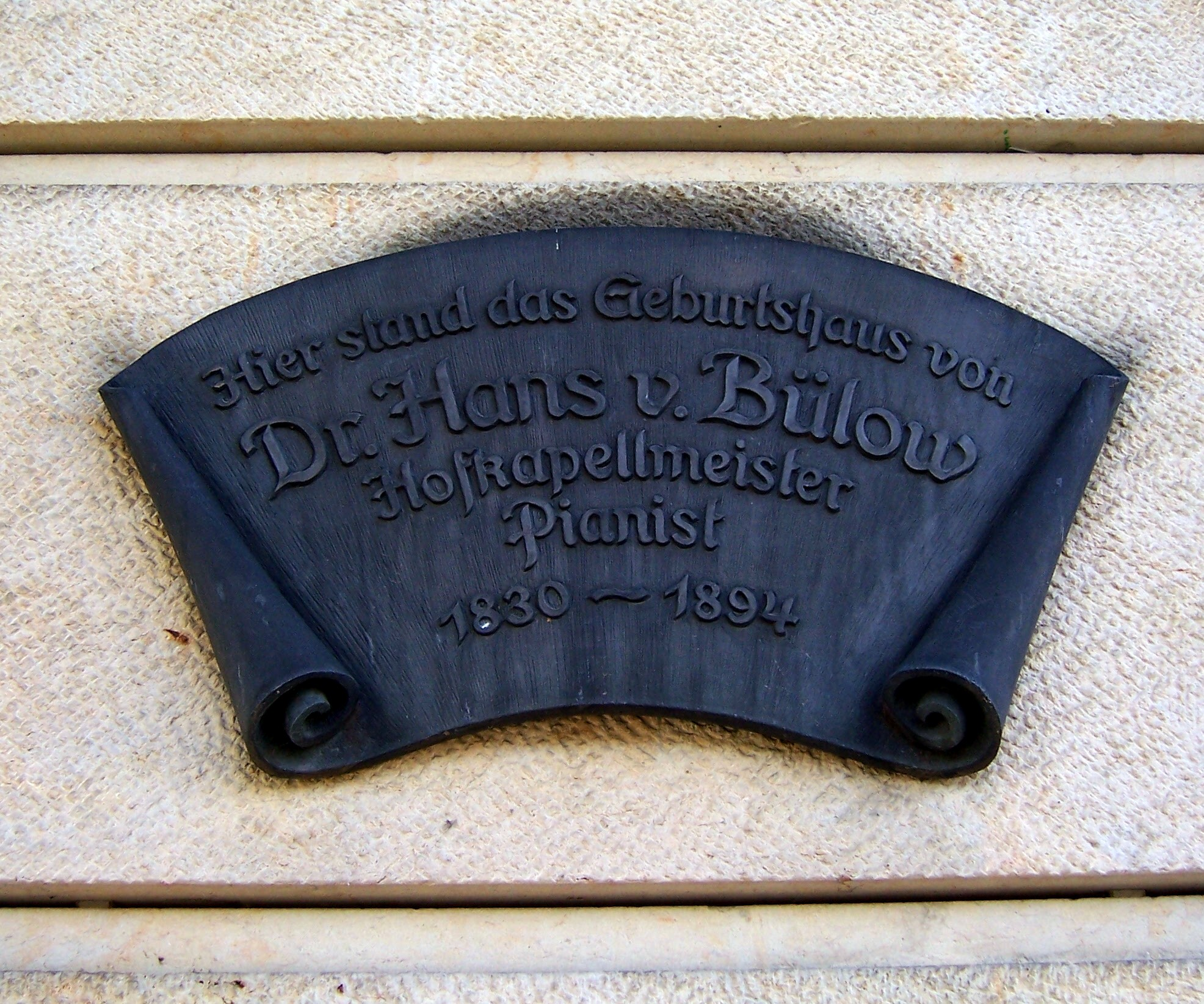
Pamětní deska na rodném domě v Drážďanech

Narodil se v saských Drážďanech. Jeho otec byl spisovatel Eduard von Bülow (1806–1888), matka byla dcerou bankéře a obchodníka Christiana Gottloba Fregeho. Od devíti let byl žákem Friedricha Wiecka, otce klavíristky a skladatelky Clary Schumannové. U něj se také setkal s Felixem Mendelssohnem-Bartholdym a Albertem Lortzingem.
V roce 1842 navštívil v Drážďanech představení Wagnerovy opery Rienzi, což z něj učinilo nadšeného obdivovatele Wagnera. V Drážďanech se seznámil také s Franzem Lisztem a získal od něj několik hudebních lekcí. V roce 1846 se rodina přestěhovala do Stuttgartu a tam měl i své první veřejné vystoupení.
Rodiče trvali na tom, aby vystudoval práva a poslali ho na studia do Lipska. Rozhodl se ignorovat přání rodičů a studoval raději hru na klavír u tehdy slavného hudebního pedagoga Louise Plaidy. V roce 1850 také na přímluvu Richarda Wagnera získal své první dirigentské místo v Curychu. Stal se jeho žákem, osobním dirigentem a blízkým přítelem. Jejich přátelství však skončilo v době, kdy vznikl důvěrný vztah mezi Wagnerem a manželkou Bülowa.
V roce 1857 se oženil s dcerou Franze Lista Cosimou. Po dobu manželství se Cosimě narodily čtyři dcery: Daniela, Blandine, Isolda a Eva. Cosima však od roku 1863 udržovala důvěrný vztah s Richardem Wagnerem, takže v případě Isoldy a Evy je Bülowo otcovství málo pravděpodobné. Nicméně Wagner za své dítě oficiálně uznal pouze syna Siegfrieda. V roce 1867 se rozvedli, Cosima se stala manželkou Wagnera a Bülow se v roce 1882 znovu oženil s herečkou Marií Schanzerovou. Navzdory této episodě byl Bülow stále oddaným stoupencem Wagnerovy hudby.
Bülow byl známý svou bezohledností a nedostatkem taktu. Z tohoto důvodu záhy o své místo v Curychu přišel. Nikdy však nezůstal bez dalších nabídek zejména pro svou schopnost řídit i rozsáhlá a složitá díla zpaměti. V letech 1850–1860 působil jako dirigent, klavírista i jako spisovatel a stal velmi známým a vyhledávaným od Německa až po Rusko. Jako jeden z prvních evropských hudebníků uspořádal koncertní turné po Spojených státech amerických. V roce 1857 uvedl na koncertě v Berlíně premiéru Lisztovy Sonáty h moll.
V roce 1864 se stal Dvorním dirigentem v Mnichově. Na tomto postu dosáhla jeho proslulost vrcholu. Řídil neobyčejně úspěšné premiéry Wagnerových oper Tristan a Isolda (1865) a Mistři pěvci norimberští (1868). V roce 1867 se stal ředitelem nově otevřené Královské konzervatoře v Mnichově. Sám na ní vyučoval zejména hru na klavír, v níž byl jeho vzorem Franz Liszt.
Vedle propagace hudby Richarda Wagnera byl i příznivcem Brahmse, Čajkovského a Chopina. Byl sólistou při světové premiéře Čajkovského Klavírního koncertu b moll op. 23 v Bostonu v roce 1875. Vymyslel názvy pro všechna Preludia F. Chopina, ale ty se neujaly. Byl prvním klavíristou, který provedl koncertně a zpaměti všechny Beethovenovy klavírní sonáty a také editoval jejich odborné souborné vydání.

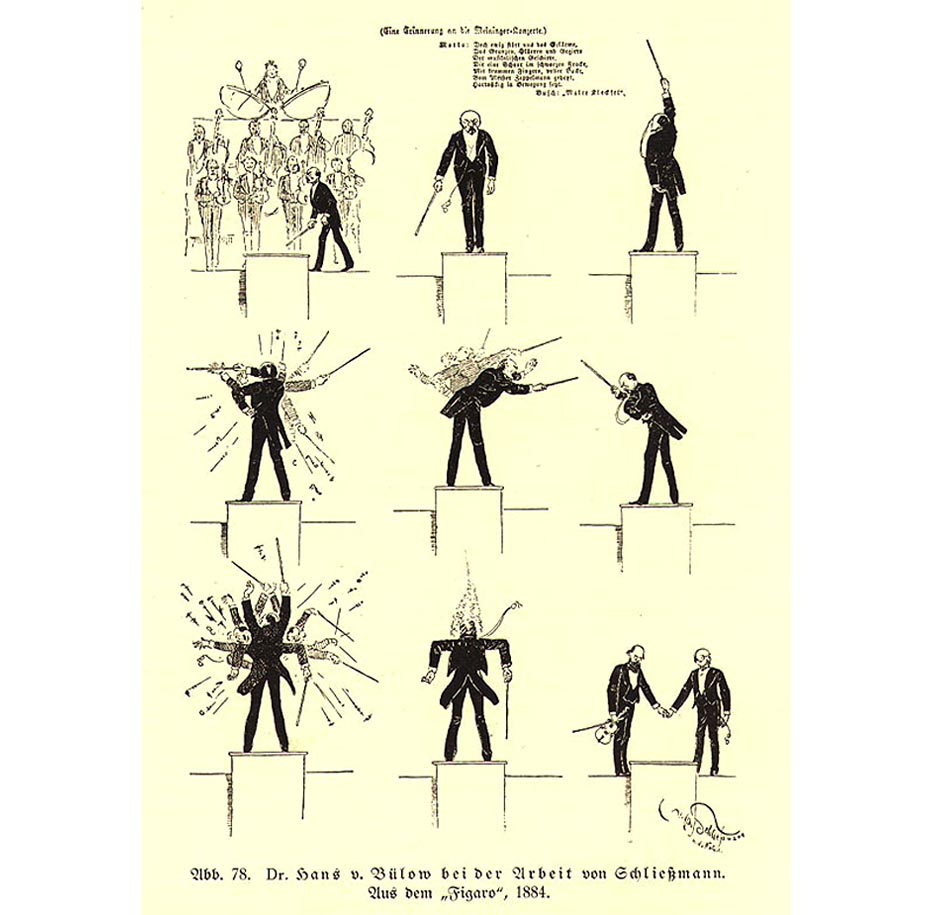
Schliessmanova karikatura

V letech 1878–1880 byl dirigentem v Hannoveru, byl však nucen odejít poté, co hrubě urazil tenoristu, který zpíval ve Wagnerově opeře roli Lohengrina. V referátu z představení použil totiž slovní hříčku: Schwan (labuť) – Schwein (prase). Stal se kapelníkem v Meiningenu, kde se mu podařilo vybudovat jeden z nejlepších německých orchestrů. Proslul požadavkem, aby i hráči v orchestru zvládali své party zpaměti.

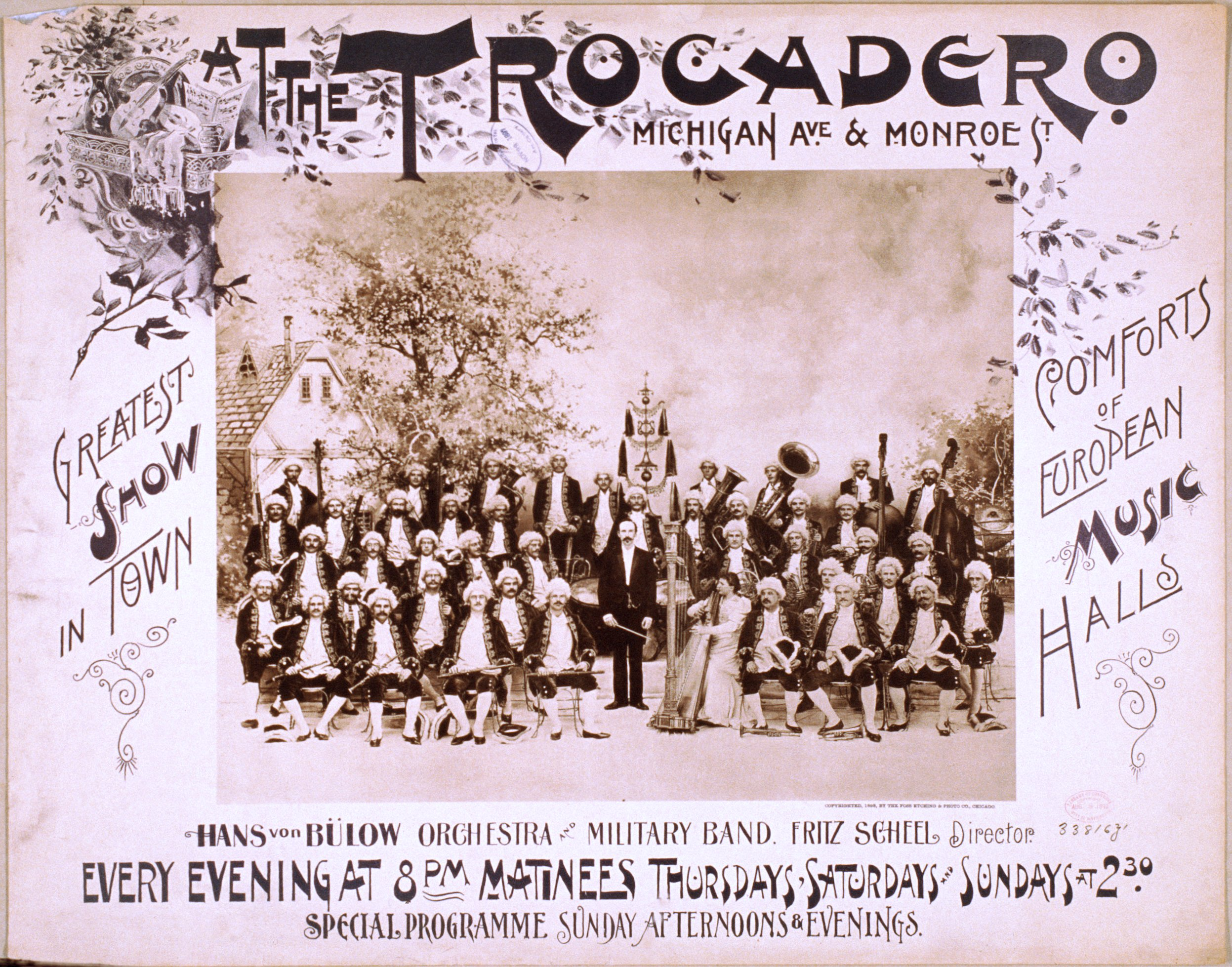
Bülow ve Spojených státech

V Meiningenu poznal také Richarda Strausse. Zpočátku nebyl jeho hudbou příliš nadšen, ale po seznámení se Straussovou Serenádou změnil názor, a dokonce svým vlivem dopomohl Straussovi k jeho prvnímu dirigentskému místu. Stejně jako Strauss byl Bülow ovlivněn myšlenkami německého filosofa Maxe Stirnera, kterého údajně znal osobně. Od roku 1887 byl šéfdirigentem Berlínských filharmoniků. Na závěrečném koncertě v roce 1892 přednesl řeč obsahující Stirnerovy myšlenky a zúčastnil se i odhalení pamětní desky na domě, který byl posledním Stirnerovým bydlištěm.
Mezi jeho nástrojové inovace patřil pětistrunný kontrabas, který se dnes vesměs v symfonické hudbě používá, a tympány opatřené pedály, které se rovněž staly trvalou součástí symfonického orchestru. Jeho přesné, citlivé a hluboce hudební interpretace se staly prototypem pozdějších virtuózních dirigentů. Proslul také jako vtipný a výstižný hudební recenzent.
Na konci osmdesátých let 19. století se usadil v Hamburku, ale i nadále pokračoval v koncertních cestách jako dirigent i jako klavírista. Bülow trpěl chronickými bolestmi hlavy. Po roce 1890 se jeho zdravotní stav natolik zhoršil, že se na radu lékařů přestěhoval do Káhiry, aby žil v teplejším a sušším klimatu. Zde také zemřel, pouhých 10 měsíců od svého posledního koncertu.

## Dílo

### Vlastní skladby
- 6 písní, op. 1
- Rigoletto arabesky, op. 2
- Mazurka-Impromptu, op. 4
- 5 písní, op. 5
- Invitation à la Polka, op. 6
- Rêverie fantastique, op. 7
- Die Entsagende, písňový cyklus op. 8
- Předehra a pochod k Shakespearově hře Julius Caesar, op. 10
- Ballade, op. 11
- Chant polonais (podle F. H. Truhna), op. 12
- Mazurka-Fantasie, op. 13
- Elfenjagd. Impromptu, op. 14
- Des Sängers Fluch, ballad pro orchestr, op. 16
- Rimembranze dell'opera Un ballo in maschera (Giuseppe Verdi, op. 17
- Trois Valses caractéristiques, op. 18
- Tarantella, op. 19
- Nirvana: symphonisches Stimmungsbild, op. 20
- Il Carnevale di Milano, klavír, op. 21
- Vier Charakterstücke pro orchestr, op. 23
- Dvě romance, op. 26
- Lacerta. Impromptu, op. 27
- Königsmarsch, op 28
- 5 zpěvů pro smíšený sbor, op. 29
- 3 písně na slova Augusta von Loen, op. 30

### Klavírní transkripce
- Christoph Willibald Gluck: Iphigénie en Aulide
- Richard Wagner:
  - Tristan a Isolda
  - Předehra k opeře Mistři pěvci norimberští
  - Parafráze na kvintet ze třetího dějství opery Mistři pěvci norimberští
  - Faustovská předehra d-moll
- Carl Maria von Weber:
  - Koncertní kus f-moll
  - Klavírní koncert č. 1 C-dur op. 11
  - Klavírní koncert č. 2 Es-dur op. 32